# Зимовная (приток Дона)
Зимовная — река в России, протекает по Шолоховскому району Ростовской области. Длина реки составляет 34 км, площадь водосборного бассейна 271 км².
Начинается в дубовом перелеске в балке Большая Лопатина. Течёт на юго-восток по открытой местности через хутора Ушаковский, Ващаевский, Кобызевский, Колундаевский, Алимовский, Солдатовский, Андроповский. Юго-восточнее последнего теряется в песках левобережья Дона. По данным Водного реестра устье реки находится в 849 км по левому берегу реки Дон.

## Данные водного реестра
По данным государственного водного реестра России относится к Донскому бассейновому округу, водохозяйственный участок реки — Дон от города Павловск и до устья реки Хопёр, без реки Подгорная, речной подбассейн реки — бассейны притоков Дона до впадения Хопра. Речной бассейн реки — Дон (российская часть бассейна).
Код объекта в государственном водном реестре — 05010101212107000005123.